# 心事 (黃綺加歌曲)
《心事》是一首1981年的香港粵語歌曲，由顧嘉煇作曲及編曲，江羽（鄭國江為娛樂唱片創作時的專用筆名）填詞，黃綺加主唱，為同年無綫電視劇集《富貴榮華》的插曲。

## 創作背景
此歌本是劇集《富貴榮華》中，陳秀珠飾演的角色孫懿德參加歌唱比賽時演唱的歌曲，實由業餘歌手黃綺加幕後代唱。劇集播出後，此歌頗受歡迎，觀眾很想知道代唱者身份，黃綺加因而成名。
此歌歌詞主題是少女的忐忑心事，全首詞共七十多字，講述少女對意中人的暗戀之情，不知向誰傾訴，想向「小雨」傾訴，也生怕被泄露，決定向「月兒」傾訴。填詞人鄭國江當時常被安排寫青春劇集歌，他擅長捕捉少男少女的情懷。他曾憶述當時娛樂唱片高層劉太認為他的情歌寫得不夠「深刻」，但鄭國江認為自己不擅長「深刻」，堅持自己的風格，此歌是其中一例。

## 收錄
此歌最早被收錄於《富貴榮華》男主角鄭少秋的同名專輯《富貴榮華》（1982年）中，後再被收錄於黃綺加、湯正川合作的專輯《尋知己》（1982年末）中，兩張專輯均為娛樂唱片發行，前者銷量達白金唱片，後者亦達金唱片。

## 反響
此歌是當時頗流行的抒情小曲。它讓黃綺加成名，是其僅有的代表作之一。派台及發行唱片後，曾獲得中文歌曲龍虎榜（週榜）冠軍，以及勁歌金曲1981至1982年度最佳十大中文歌選舉（即第一屆）的十大金曲之一。

### 評價
研究粵語歌詞多年的學者朱耀偉認為，此歌是鄭國江作品中「少女忐忑情懷的最佳描寫」。它以簡單的言詞表達少女複雜矛盾的心情。朱氏又將此歌與鄭國江另一作品《戀愛預告》比較，繼此歌的「小雨」和「月兒」，《戀》再以「白雲」、「夜空」、「星星」、「月兒」訴說少女情懷，朱氏指兩歌以「這些簡單意象」「拼湊出表面失落和忐忑不安，實際卻甜蜜如詩如夢的情懷」。
藝術學者涂小蝶對於此歌以簡短言詞表達複雜心情，以及「小雨」和「月兒」的運用，評價與朱耀偉相近，她指出月亮向來是詞作中常見的傾訴對象。她又認為黃綺加以「較為成熟沉渾的聲線而不是瀝瀝鶯聲來唱出這首少女味甚濃的情歌，倒能令人留下深刻印象」。

## 備註
1. ↑  此按劇集播出年份，如按歌曲發行年份則為1982年。
2. ↑  其姓名有寫為黃綺加、黃綺嘉、王綺加等。[1]